# Малдарешти (Мачука)
Малдарешти (рум. Măldărești) насеље је у Румунији у округу Валча у општини Мачука. Oпштина се налази на надморској висини од 274 m.

## Становништво
Према подацима из 2011. године у насељу је живело 85 становника.